# Agriocnemis forcipata
Agriocnemis forcipata е вид водно конче от семейство Coenagrionidae. Видът не е застрашен от изчезване.

## Разпространение
Разпространен е в Ангола, Ботсвана, Габон, Демократична република Конго, Замбия, Камерун, Намибия и Централноафриканска република.